# 格雷厄姆·埃弗里
格雷厄姆·拉塞尔·埃弗里（英語：Graham Russell Avery，1929年9月9日—2015年3月14日），新西兰男子自行车运动员。他曾代表新西兰参加1950年大英帝国运动会自行车比赛，获得男子个人竞速赛铜牌。